# أكاديمية الطيران الملكية الأردنية
تأسست أكاديميـة الطيران الملكيـة الأردنيـة  عام 1966م بتوجيه من الملك حسين بن طلال  حيث كانت تسمى في بداية تأسيسها بنادي الطيران الملكي الأردنـي حتى عام 1971م تم تغير مسماها إلى مدرسة الطيران ثم في عام 1975م تم تغير مسماها إلى مسماها الحالي أكاديميـة الطيران الملكيـة الأردنيـة ومديرها الحالي هو الكابتن الخوالدة  والذي تخرج من كلية الشهيد فيصل الثاني في عمان عام 1965 والتحق بعدها بسلاح الجو الملكي الأردني كمرشح طيار ومن ثم تم ابتعاثه إلى بريطانيا بتاريخ 5 حزيران 1965 ليتخرج برتبة ملازم طيار عام 1967 وتدرج في المناصب والرتب العسكرية في سلاح الجو الملكي الأردني إلى أن وصل إلى رتبة عميد ركن طيار٬ حيث تمت إحالته على التقاعد بتاريخ 5/11/1993 ليتم اختياره من سلاح الجو الملكي ليكون مديرا عاما لأكاديمية الطيران الملكية الأردنية.

## تاريخ الأكاديمية
مرت الأكاديمية بمراحل تطور مختلفة حيث بدأت في العام 1966 كنادٍ للطيران ثم تدرجت لتصبح مدرسة للطيران في عام 1971 إلى أن أطلق عليها الملك حسين اسم “أكاديمية الطيران الملكية الأردنية” وبقيت تابعة للحكومة حتى تمت خصخصتها.
وفي الوقت الذي كانت فيه الأكاديمية تتبع للحكومة الأردنية كانت إدارتها في ذلك الوقت إنجليزية بالكامل حتى العام 1980 حيث تولت إدارتها طواقم أردنية وتسلم إدارتها في العام نفسه مدير أردني ولأول مرة.
عام 1963 تأسست الملكية الأردنية  والتي كانت تدار أيضا من قبل طواقم أجنبية بسبب عدم إقبال الأردنيين في حينها على الطيران٬ حيث كان للمغفور له الملك حسين بعد نظر في هذا الموضوع إذ تم تحويل الطواقم الأجنبية إلى أردنية، واصدر أوامره لمجموعة من المختصين والمهتمين في شؤون الطيران بتأسيس ناد للطيران في العام 1966، وكان في بدايته ناديا للهواة إلا انه وخلال الفترة من العام 1968 وحتى العام 1974 تطور هذا النادي وأصبح يمنح شهادة أو رخصة الطيران التجاري وتم تخريج أول فوج من الطيارين عام 1968 ليحتلوا مكانهم في الملكية الأردنية٬ واليوم أصبح من 70ـ 80% من طواقم الملكية الأردنية طيارين خريجين من هذه الأكاديمية.

## المنهجية والمستوى
تأسست الأكاديمية على نظام المدرسة الإنجليزية منهجاً وأسلوباً مما ضمن لها الارتقاء بالأداء والتميز نظراً لما تتمتع به المدرسة الإنجليزية من سمعة طيبة من حيث الكفاءة العالية وحسن الأداء.
تعتبر الأكاديمية الأولى في الشرق الأوسط وشمال أفريقيا بالنسبة للمستوى الإقليمي٬ أما على المستوى العالمي فيصعب تصنيفها، ولكن مما لا شك فيه أنها تحتل مكانة عالية ومتميزة، وخير دليل على ذلك أنه قبل أربعة أعوام دخلت الأكاديمية في مناقصة عالمية لتدريب 293 طياراً جزائرياً وكانت المنافسة مع أكاديميات من فرنسا وبريطانيا٬ ونظراً لتفوق الأكاديمية من الناحية التقنية والمالية فقد كسبت المناقصة، وتم تخريج 246 طياراً جزائرياً خلال (3) أعوام حيث شهدت الخطوط الجزائرية لهم بالكفاءة وبتميزهم عن خريجي الأكاديميات الأوروبية.

## تكاليف الدراسة
وعن كلفة الدراسة في الأكاديمية فهي تقل بنحو 50ـ 60% عن كلفتها في الأكاديميات الدولية وخصوصا في أوروبا٬ ومشابهة لكلفتها في أمريكا بالرغم من أن الأخيرة تصنع الطائرات والوقود وقطع غيار الطائرات في حين أن الأكاديمية تستورد الطائرات وقطع الغيار من الخارج وتقوم بدفع تكلفة الشحن والجمارك.
وحول التخصصات التي تقوم الأكاديمية بتدريسها فالأكاديمية استهدفت منذ البداية تدريب الشباب على الطيران التجاري٬ حيث أنه ومنذ العام 1999 تمت زيادة تخصصات الأكاديمية إضافة لمنحها رخصة الطيران التجاري الآلي والتي تؤهل خريجيها للعمل في الخطوط الجوية حيث مدة الدراسة فيها 18 شهراً كاملا من ضمنها (3) شهور باللغة الإنجليزية بواقع 180 ساعة طيران عملي و59 ساعة طيران تشبيهي وحوالي 800 ساعة طيران نظري وكذلك 300 ساعة لغة إنجليزية قبل بدء الدراسة، إضافة إلى تدريب مدربي الطيران الذي يتم من خلاله تأهيل الطيار الذي يحمل رخصة الطيران التجاري لأن يكون مدرب طيران ومن ثم مدربا للطيران الآلي، وكذلك القيام بإنشاء قسم (المرحّل الجوي) وهم الكتبة الذين يعملون في عمليات الطيران والخطوط الجوية والذين يتم تدريبهم على ماهية واجبات الطيارين وواجبات الطائرات ونوعية الرحلات التي تقوم بها إلى أين وكيف؟ ومن ناحية الطقس والملاحة والتوقيت بدأت الأكاديمية بتخريج أفواج من المرحلين الجويين إضافة إلى مدربي الطيران ومدربي الطيران التجاري الآلي٬ فمنهم من عمل في الأكاديمية نفسها ومنهم من عمل في أكاديميات أخرى أو حتى في دول أخرى.

## تخصصات أخرى
عام 1998 وبعد دراسة لحالة السوق الأردني والإقليمي وجدت الأكاديمية إن السوق بحاجة إلى فنيي صيانة طائرات، حيث لم يكن هذا التخصص موجودا في الأردن أو أي بلد عربي عدا معهد “إمبابة” في مصر والذي لم يكن يستوعب العدد المطلوب من الطلبة إضافة إلى أن معظم من كانوا يعملون كفنيين في المملكة الأردنية هم من متقاعدي سلاح الجو الملكي أو ممن تخرجوا من الدول الأجنبية وعليه فقد تم افتتاح مدرسة صيانة طائرات في هذه الأكاديمية، وتم اعتمادها عام 1998 وعقدت أول دورة في الهيكل والمحرك واستمرت في التطور حتى أصبح فيها مشاغل متطورة وحديثة تضاهي أحدث المشاغل في الأكاديميات العالمية إضافة لانتقائها للمناهج المؤهلة والتي تفي بمتطلبات هذه الدراسة والمعتمدة من قبل منظمة الطيران الدولي ومن وكالة سلامة الطيران الاوروبية المعروفة بالاياسا 147 جزء 66.
وعن الجهة المخولة باختبار الخريجين ومنحهم الشهادات فان سلطة الطيران المدني الأردني بصفتها الجهة الرسمية والتي هي أيضا عضو في منظمة الطيران الدولية هي الجهة المخولة باختبار هؤلاء الخريجين ومنحهم الشهادات.
تعد اللغة الإنجليزية هي اللغة الرئيسة في التدريس سواء في مجال الطيران أو صيانة الطائرات٬ حيث أنه عند تسجيل الطالب للدراسة يوجد له تقييم باللغة الإنجليزية ضمن أربعة مستويات بحيث لا يستطيع الطالب دخول المرحلة النظرية سواء للصيانة أو للطيارين إلا بعد وصوله إلى المستوى الرابع من اللغة الإنجليزية حسب شروط منظمة الطيران الدولي٬ ولكي يتمكن الطالب من الوصول إلى ذلك المستوى أوجدت الأكاديمية ثلاثة مختبرات كمبيوتر للغة الإنجليزية لمساعدة الطلاب في المحادثة والقراءة والكتابة.
تقوم الأكاديمية بتوظيف الأوائل من الخريجين في الأكاديمية ممن لم يحصلوا على فرص توظيف مناسبة سواء كان من خريجي صيانة الطائرات أو مدربي الطيران إضافة إلى مساعدة باقي الخريجين في إيجاد عمل سواء في السوق الأردني أو خارج الأردن.